# Boman Oscarsson
Jöns Johan Boman Oscarsson (født 27. november 1960, død 26. august 2019) var en svensk skuespiller. Han var søn af skuespilleren Per Oscarsson (1927-2010) og hans anden hustru Bärbel Krämer (1938-2024).
Oscarsson debuterede som barneskuespiller i spillefilmen Os imellem fra 1969, der er instrueret af Stellan Olsson. Efter endt skolegang arbejdede han i flere forskellige erhverv før han fik job som scenekunstner på Djurgårdsteatern i 1985. Senere fik han øget interesse for teater og fik sin debut på scenen i 1989. Oscarsson nåede i sin karriere også at medvirke i tv-serier som Kejseren af Portugalien, Tre kronor og Livet i Fagervik.
Oscarsson døde uventet efter en løbetur i udlandet, mens han var på ferie. Han ligger begravet på Tyresö begravningsplats i Stockholms län.

## Udvalgt filmografi
- Os imellem (1969)
- 1939 (1989, ukrediteret)
- Kejseren af Portugalien (tv-serie, 1992-1993)
- Tre kronor (tv-serie, 1994-1995)
- Zonen (tv-serie, 1996)
- Anna Holt - Polis (tv-serie, 1996)
- Spor i mørket (1997)
- Taurus (tv-serie, 2002)
- Graven (tv-serie, 2005)
- Höök (tv-serie, 2007)
- Livet i Fagervik (tv-serie, 2009)
- Call Girl (2012)
- Gentlemen & Gangsters (tv-serie, 2016)